# Omer (Míchigan)
Omer es una ciudad ubicada en el condado de Arenac en el estado estadounidense de Míchigan. La localidad en el año 2010, tenía una población de 313 habitantes, con una densidad poblacional de 97,81 personas por km².

## Geografía
Omer se encuentra ubicada en las coordenadas 44°2′58.07″N 83°51′25.96″O / 44.0494639, -83.8572111. Según la Oficina del Censo, la localidad tiene un área total de 3,2 km² (1,2 mi²), de la cual 3,2 km² (1,2 mi²) es tierra y 0 km² (0 mi²) (0.0%) es agua.

### Localidades adyacentes
El siguiente diagrama muestra a las localidades en un radio de 16 kilómetros (9,9 mi) de Omer.

## Demografía
En el 2000 la renta per cápita promedia del hogar era de $28.125, y el ingreso promedio para una familia era de $33.250. El ingreso per cápita para la localidad era de $16.755. En 2000 los hombres tenían un ingreso per cápita de $26.607 contra $21.250 para las mujeres. Alrededor del 12.50% de la población estaba bajo el umbral de pobreza nacional.